# Topólka (województwo kujawsko-pomorskie)
Topólka – wieś w Polsce położona w województwie kujawsko-pomorskim, w powiecie radziejowskim, w gminie Topólka.

## Podział administracyjny
Do 1954 miejscowość administracyjnie należała do gminy Czamanin. W latach 1975–1998 miejscowość administracyjnie należała do województwa włocławskiego. Miejscowość jest siedzibą gminy Topólka. Wieś sołecka – zobacz jednostki pomocnicze gminy Topólka w BIP.

## Części miejscowości
| Identyfikator miejscowości | Nazwa Miejscowości | Rodzaj miejscowości        |
| -------------------------- | ------------------ | -------------------------- |
| 1029684                    | Rucin              | część miejscowości Topólka |

Do 19 lipca 1924 wieś Rucin (obecnie część wsi Topólka) nosiła nazwę: Kabłukowo (gmina Czamanin, powiat nieszawski).

## Demografia
Według Narodowego Spisu Powszechnego (III 2011) liczyła 451 mieszkańców. Jest największą miejscowością gminy Topólka.

## Historia wsi

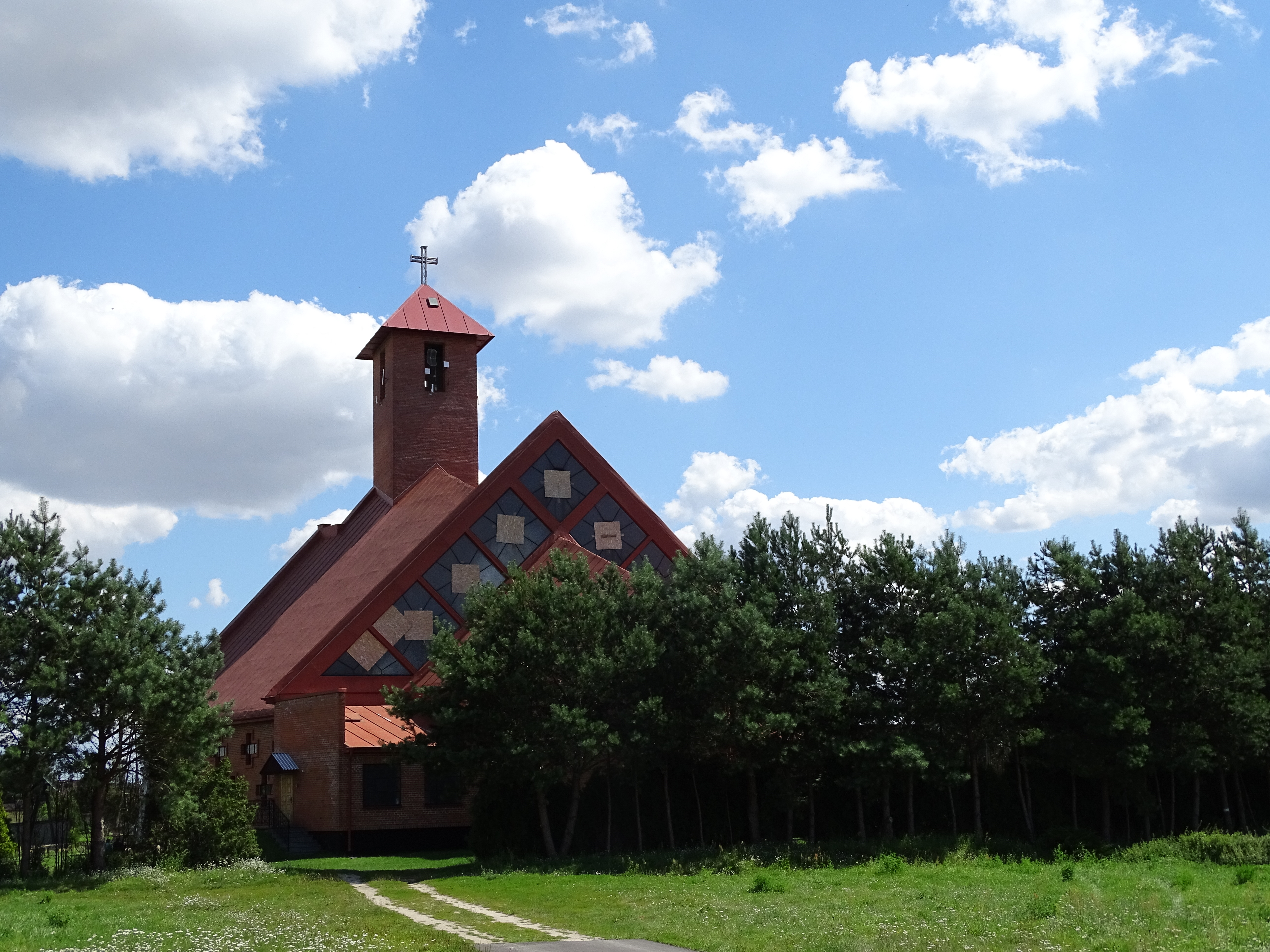
Kościół parafii Miłosierdzia Bożego w Topólce.

W XIX wieku obecna wieś stanowiła  kolonię Topólka w powiecie nieszawskim, gminie Czamanin, parafii Świerczyn. Posiadała 92 mieszkańców na 93 morgach ziemi – według stanu na rok 1885. W 1827 było tu: 6 mieszkańców i jeden dom.

## Krótki opis
Topólka leży niedaleko jeziora Głuszyńskiego. Utrzymuje się głównie z rolnictwa i turystyki.